# Provincia de Lambayeque

Mapa político de la provincia de Lambayeque

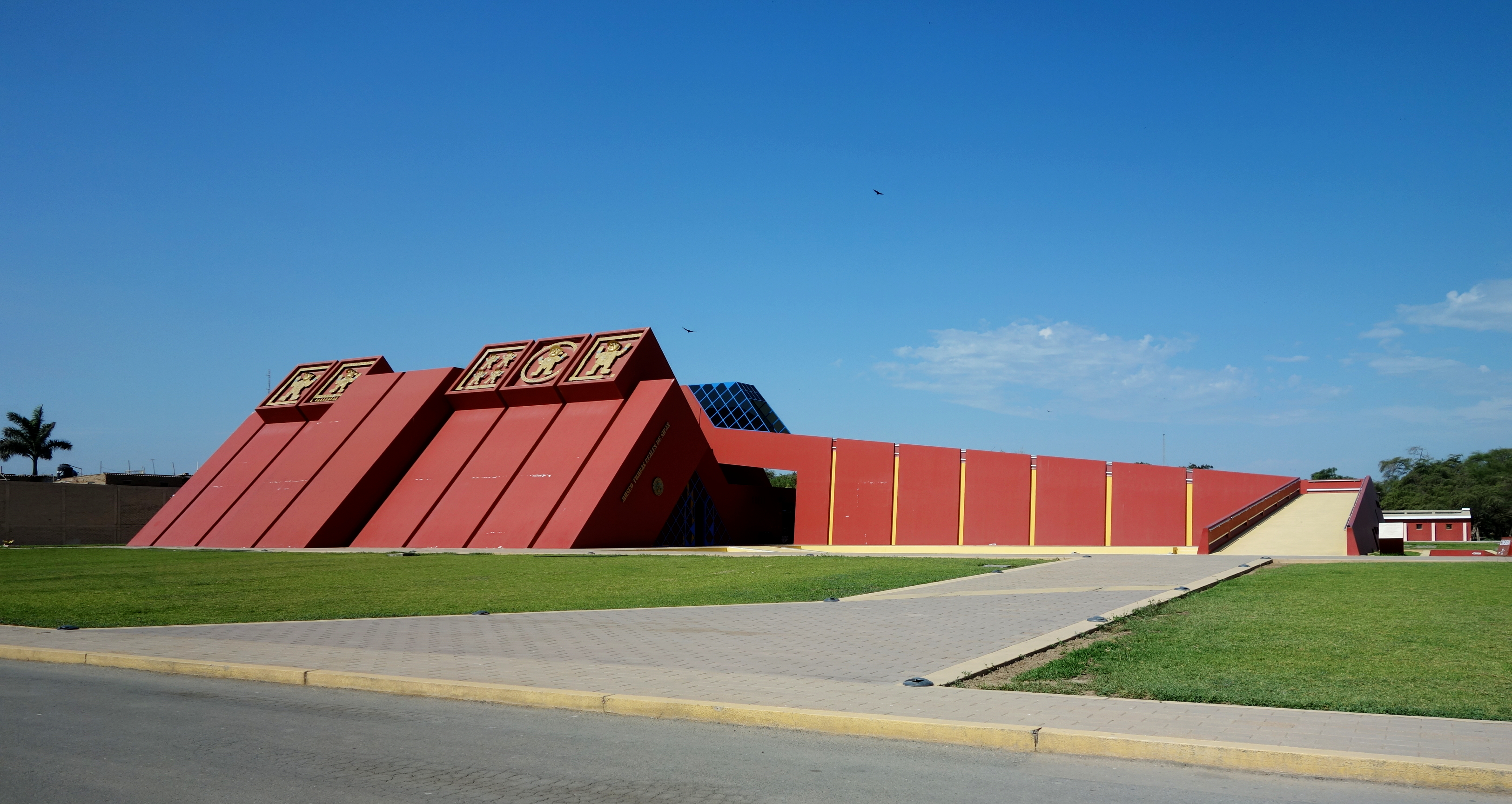
Museo Tumbas Reales de Sipán

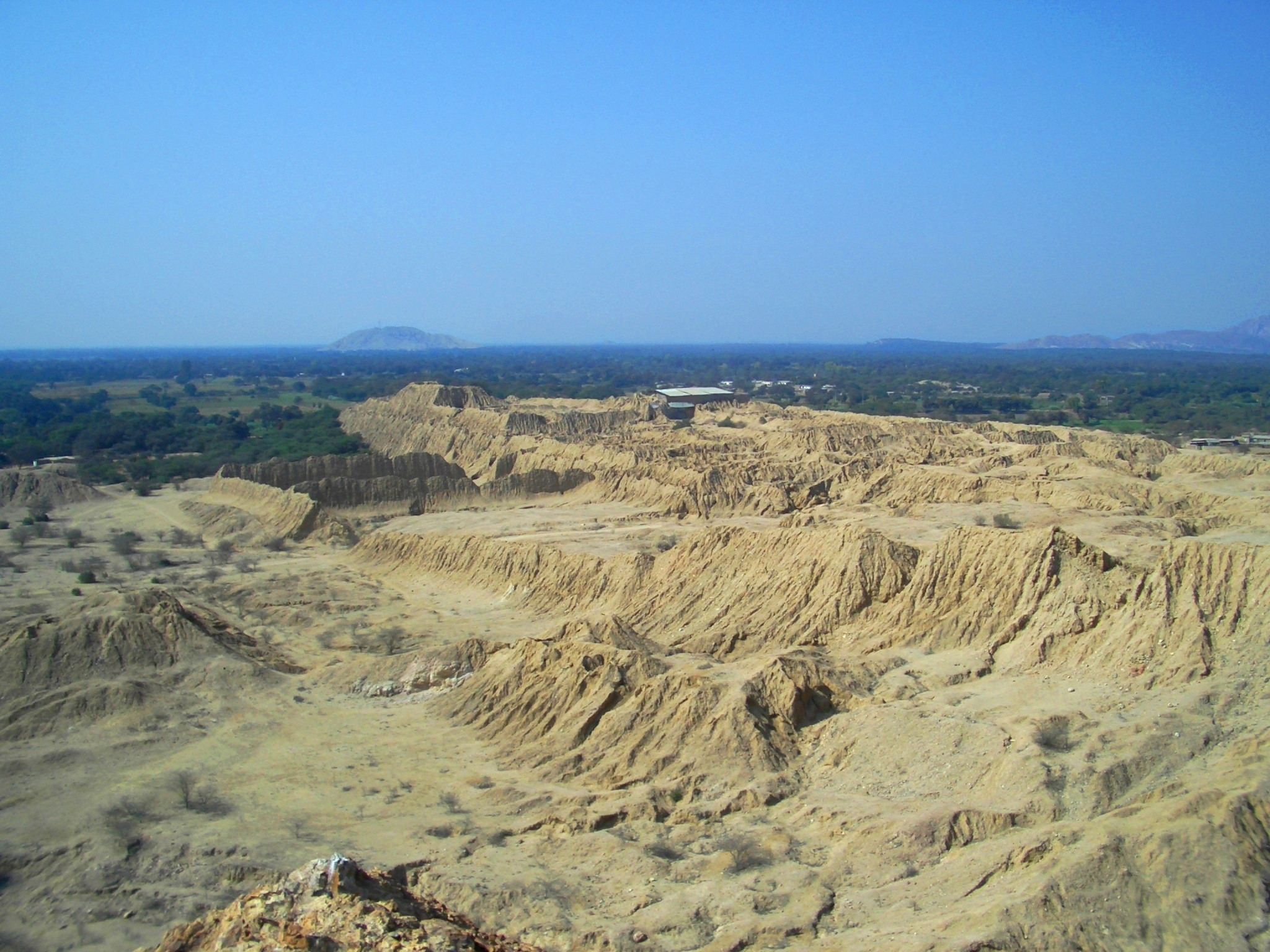
Sitio arqueológico de Túcume

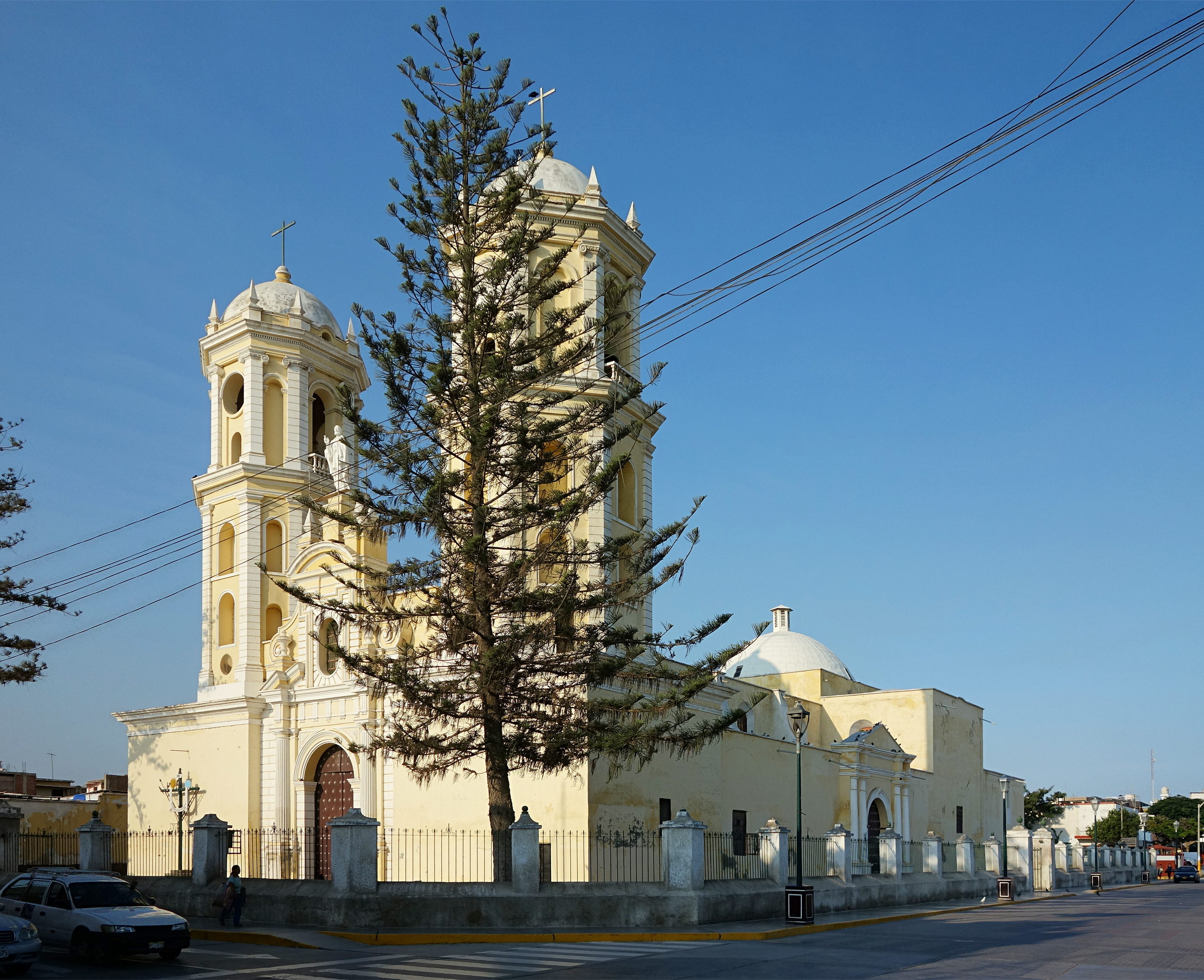
Iglesia de San Pedro

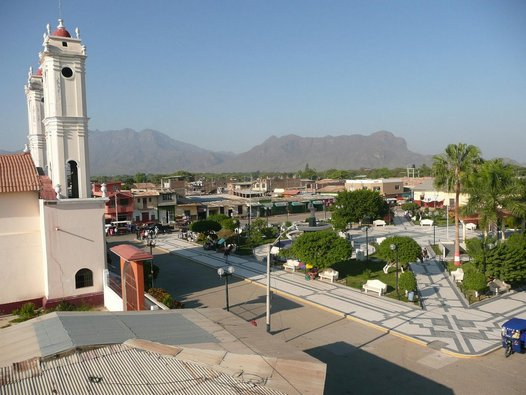
Ciudad de Olmos

La provincia de Lambayeque es una de las tres que conforman el departamento de Lambayeque en el norte del Perú. Limita por el norte con el departamento de Piura, por el oeste con el océano Pacífico, por el este con la provincia de Ferreñafe y por el sur con la provincia de Chiclayo.
Desde el punto de vista jerárquico de la Iglesia católica, forma parte de la diócesis de Chiclayo.

## Historia
Un 27 de diciembre de 1820  se dio el primer pronunciamiento de la independencia de la ciudad de  Lambayeque  situado en    Perú.  Por ello, por ello se la conoc como la Cuna de la Libertad en el Perú.  La Casa Cúneo la Casa Descalzi son dos  casonas virreinales muy bien conservadas . La  Casona Montjoy, tiene el balcón más largo de América con 150m de largo.  
Cuando llegaron los españoles a tierras incaicas.  gobernaba Mórrope y  en el Distrito de Colán se haya  la iglesia llamada hoy Ramada ñ, que fue ñ construida sobre el templo Mochic, la cual  encontraron los españoles en Mórrope. En el  Ali 2006, durante las labores de reconstrucción se encontraron  un féretro y los restos del cacique Caxusoli.
Durante el mandato del presidente José Balta , la provincia fue creada mediante ley del  7 de enero, del año 1872.

## Geografía
La provincia tiene una extensión de 9364,63 km². La mayor parte de la provincia pertenece a la región natural de costa o chala. Pero también se puede encontrar la región natural de yunga marítima en los distritos de Salas o Chóchope.
En tanto a su relieve, el cual no es muy accidentado, cuenta con planicies fértiles. Pero con escasos recursos hídricos, extensos valles como La Leche y Motupe, pequeños cerros rocosos, etc.

## Demografía
La provincia cuenta con una población de 300 170 habitantes, según el censo del 2017, y un estimado al 2020 de 340 835 habitantes.

### Centros poblados
Cuenta con ciudades como Lambayeque, que supera los cincuenta mil habitantes, así como otras ciudades sobrepasan los diez mil habitantes como Motupe, Olmos y San José. Según el Directorio Nacional de Centros Poblados, la provincia de Lambayeque cuenta con seiscientos noventa centros poblados, siendo los más poblados los siguientes:
|   | Centro poblado | Población |    | Centro poblado  | Población |
| - | -------------- | --------- | -- | --------------- | --------- |
| 1 | Lambayeque     | 60 870    | 9  | Íllimo          | 5175      |
| 2 | Motupe         | 16 738    | 10 | Cruz del Médano | 4007      |
| 3 | Olmos          | 15 205    | 11 | Pacora          | 3940      |
| 4 | San José       | 10 686    | 12 | Ciudad de Dios  | 3832      |
| 5 | Túcume         | 9764      | 13 | Salas           | 3112      |
| 6 | Mórrope        | 9139      | 14 | Alan García     | 2017      |
| 7 | Jayanca        | 8732      | 15 | Mocce Antiguo   | 1713      |
| 8 | Mochumí        | 7331      | 16 | Huaca de Barro  | 1676      |

## División administrativa
La provincia de Lambayeque se divide en doce distritos.
| Ubigeo | Distrito               | Capital    | Población (censo de 2017) | Población estimada (2020) |
| ------ | ---------------------- | ---------- | ------------------------- | ------------------------- |
| 140301 | Distrito de Lambayeque | Lambayeque | 71 425                    | 79 845                    |
| 140302 | Distrito de Chóchope   | Chóchope   | 1407                      | 1571                      |
| 140303 | Distrito de Íllimo     | Íllimo     | 8856                      | 9472                      |
| 140304 | Distrito de Jayanca    | Jayanca    | 17 204                    | 20 042                    |
| 140305 | Distrito de Mochumí    | Mochumí    | 18 401                    | 19 750                    |
| 140306 | Distrito de Mórrope    | Mórrope    | 48 209                    | 56 131                    |
| 140307 | Distrito de Motupe     | Motupe     | 29 836                    | 33 952                    |
| 140308 | Distrito de Olmos      | Olmos      | 46 484                    | 55 691                    |
| 140309 | Distrito de Pacora     | Pacora     | 8060                      | 8829                      |
| 140310 | Distrito de Salas      | Salas      | 12 595                    | 13 577                    |
| 140311 | Distrito de San José   | San José   | 15 846                    | 17 754                    |
| 140312 | Distrito de Túcume     | Túcume     | 21 847                    | 24 221                    |
| Total  | Total                  | Total      | 300 170                   | 340 835                   |

## Capital
La capital de esta provincia es la ciudad de Lambayeque

## Autoridades

### Regionales
- Consejeros regionales
  - 2019-2022[5]

  1. Gisella Elizabeth Fernández Muro (Podemos por el Progreso del Perú)
  2. Mónica Giuliana Toscanelli Rodríguez (Alianza para el Progreso)
  3. Óscar Luis Carpena Recoba (Alianza para el Progreso)

### Municipales
- 2022-
  - Alcalde: José Antonio Eneque Soraluz[6][7]

- 2019-2022
  - Alcalde: Alexander Rodríguez Alvarado

- 2015-2018[8]
  - Alcalde: Ricardo Velezmoro, del Partido Alianza para el Progreso (APP).
  - Regidores: Mónica Giuliana Toscanelli Rodríguez (APP), Iván Alonso Marx Herrera Bernabé (APP), César Antonio Zeña Santamaría (APP), Augusta Ercilia Sorogastua Damián (APP), Miguel Ángel Ydrogo Díaz (APP), Luis Enrique Barandiarán Gonzaga (APP), Víctor Manuel Suclupe Llontop (APP), Francisco Javier Mesta Rivadeneira (Partido Aprista Peruano), Armando Rivas Guevara (Partido Aprista Peruano), Carlos Augusto Díaz Junco (Fuerza Popular), Joaquín Teodomiro Chávez Siancas (Fuerza Popular).

### Policiales
- Jefe de la División Policial: Coronel PNP Jorge Boucht Jócobi
- Comisaría
  - Comisarioː Cmdt. Jesús Vera Vera[9]

### Religiosas
- Diócesis de Chiclayo[10]
  - Obispo de Chiclayo: Mons. Robert Francis Prevost, OSA[11]
- Parroquia San Pedro[12]
  - Párrocoː Pbro. José Manuel Zamora Romero
  - Vicaría Parroquialː Pbro. Edwin Freddy Beltrán García, Pbro. José Evaristo Zapata Carrasco y Pbro. Hugo Gabriel Sánchez Romero.
- Parroquia San Juan Bautista de Íllimo: Párroco RP José Fiestas y Pbte. Manuel Echeandía
- Parroquia San Pablo de Pacora: Párroco RP Fidel Purizaca Vigil

## Festividades
- 1 de enero: Cruz del siglo XX.
- 5, 6 y 7 de enero: Feria Religiosa y Comercial en honor al milagroso Niño Dios de Reyes, que se celebra en el distrito de Íllimo desde 1872.
- 6 y 7 de enero: Feria en honor al Niño Dios de Reyes en los distritos de Mórrope, Mochumí y Salas.
- 20 de enero: San Sebastián.
- Marzo o abril: Semana Santa.
- 29 de junio: Festividad en honor al apóstol san Pablo en el distrito de Pacora.
- 5 de agosto: Feria en honor a la cruz de Chalpón, que se celebra en el distrito de Motupe.
- 25 de agosto: Feria en honor a la cruz de Yanahuanca en el centro poblado de Penachí, jurisdicción del distrito de Salas.
- 18 de octubre: Señor de los Milagros, fiesta religiosa.
- 27 de diciembre: Aniversario del Primer Grito Libertario del Perú en 1820 y Semana de Lambayeque, fiesta cívica.